# Jan Kajus Andrzejewski

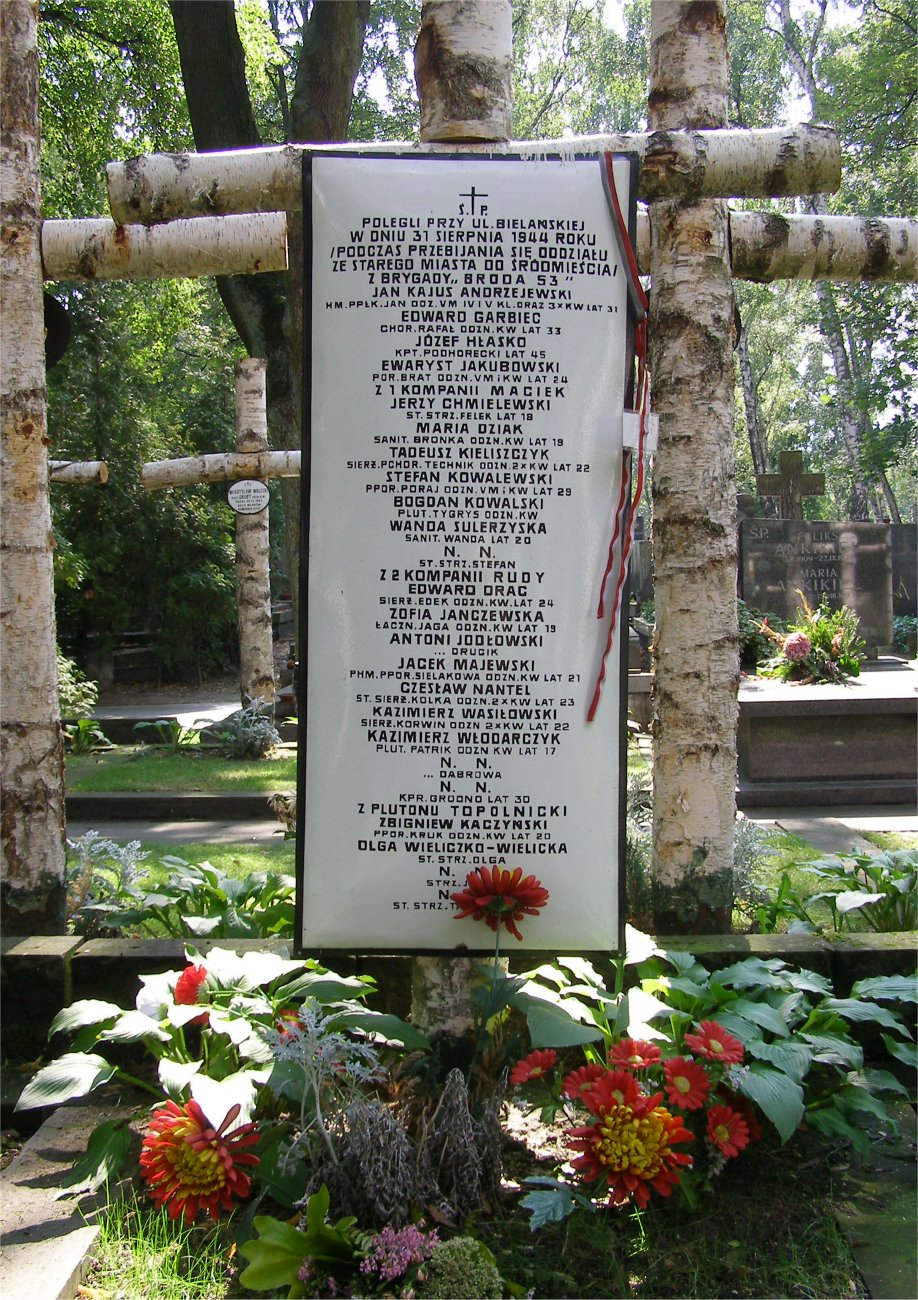
Cmentarz Wojskowy na Powązkach w Warszawie: polegli na Bielańskiej

Jan Kajus Andrzejewski, ps. „Jan”, „Jan Ż”, „Jan Żelechowski” (ur. 20 stycznia 1913 w Villmanstrand (obecnie Lappeenranta) w Finlandii, zm. 31 sierpnia 1944 w Warszawie) – harcmistrz, porucznik saperów Wojska Polskiego, major saperów Polskich Sił Zbrojnych, uczestnik powstania warszawskiego, dowódca oddziału dyspozycyjnego „Broda 53” Kedywu AK.

## Życiorys
Od 1922 roku mieszkał w Polsce. Absolwent Szkoły Podchorążych Piechoty i Szkoły Podchorążych Inżynierii. Uczestnik kampanii wrześniowej 1939 roku, walczył także w obronie Warszawy. Działał w zbrojnym podziemiu od zakończenia wojny obronnej: początkowo w Służbie Zwycięstwu Polski, Związku Odwetu, następnie w oddziale „Osjan” i ostatecznie w Brygadzie Dywersji „Broda 53" Armii Krajowej. Był wykładowcą na tajnej Szkole Podchorążych Rezerwy Piechoty „Agricola”. Podczas okupacji niemieckiej używał przybranego nazwiska Jan Zawada.
Piątego dnia powstania warszawskiego 1944 uczestniczył w wyzwoleniu obozu „Gęsiówki”. Dnia następnego, 6 sierpnia, poprowadził część batalionu „Zośka” do odzyskania wolskich cmentarzy Kalwińskiego i Ewangelickiego. 11 sierpnia został odznaczony Orderem Virtuti Militari V klasy, rozkazem Dowódcy AK nr 502 z 11 VIII 1944. Uzasadnienie nadania mu VM brzmiało: „odznaczył się w walkach na terenie Grupy «Północ»”. Nr krzyża: 13170. Odznaczony także trzykrotnie Krzyżem Walecznych. 20 sierpnia mianowano go harcmistrzem.
Poległ 31 sierpnia w walce w rejonie ul. Bielańskiej na Starym Mieście, podczas próby przebicia ze Starówki do Śródmieścia. Miał 31 lat. Wraz z nim zginęli wtedy m.in.: Ewaryst Jakubowski, Józef Hłasko, Czesław Nantel, Stefan Kowalewski, Maria Dziak.
Na Cmentarzu Wojskowym na Powązkach w Warszawie znajduje się jego symboliczna mogiła (kwatera 20A-5-13).

## Awanse
Oficer służby stałej saperów Wojska Polskiego:
- porucznik – 1939;
- kapitan – 11 listopada 1942;
- major – 28 sierpnia 1944;
- podpułkownik – pośmiertnie – wrzesień 1944[5].